# 973 Aralia
973 Aralia là một tiểu hành tinh bay quanh Mặt Trời.